# خفج سرتي
خفج سرتي  (الاسم العلمي: Diplotaxis syrtica) هو نوع من النباتات تتبع جنس الخفج من الفصيلة الكرنبية.
سمي هذا النوع من النبات نسبةً إلى مدينة سرت في ليبيا.